# Stradbroke
Stradbroke è un villaggio nella contea del Suffolk, Inghilterra, Regno Unito. La popolazione è di circa 1250 persone. Il paese è collocato a metà strada tra Norwich e Ipswich, a 40 minuti di auto dalle cittadine costiere di Southwold e Aldeburgh.
Londra è raggiungibile in circa 90 minuti di treno dal vicino paese di Diss.
Il villaggio è situato al centro di un'area rurale. Le attività commerciali presenti comprendono l'ufficio postale, un piccolo supermarket, alcuni negozi alimentari e tre pub (The White Hart, Queen's Head and Ivy House). Dispone inoltre di un piccolo complesso sportivo con piscina e di una biblioteca. Sono presenti una scuola primaria e una secondaria.
Il paese è dominato dalla chiesa (All Saint's Church), il cui campanile risalente al XV secolo può essere visto in un raggio di alcuni chilometri.
Il villaggio ospita ogni anno il Real Ale and Jazz Festival nel fine settimana seguente la festività del May Day e celebra il Navy Day l'ultimo sabato di Luglio.